# Internationale Formel-Master-Saison 2007
Die Internationale Formel-Master-Saison 2007 war die erste Saison der Internationalen Formel Master. Die Saison begann am 19. März 2007 in Valencia und endete am 6. Oktober 2007 in Monza. Den Meistertitel der Fahrer gewann Jérôme D’Ambrosio; die Teamwertung gewann Cram Competition.

## Regularien

### Technisches Reglement
In der Internationalen Formel Master fahren alle Teams mit dem gleichen Auto – dem Formel 2000 von Tatuus. Chassis und Karosserie sind aus Kohlenstofffaser gefertigt. Die Motoren stammen von Honda und verfügen bei 2000 cm³ Hubraum über 250 PS. Die Bremsen werden von Brembo geliefert und die Reifen von Yokohama. Die Elektronik stammt von Magneti Marelli.

### Sportliches Reglement
Jedes Rennwochenende beginnt am Freitag mit zwei 45-minütigen Trainings und einer 30-minütigen Qualifikation, mit der die Startaufstellung des ersten Rennens ermittelt wird. Dieses wird am Samstag ausgetragen und geht über ca. 75 km. Das am Sonntag gefahrene zweite Rennen hat eine Distanz von ca. 100 km. Die Startaufstellung dieses Rennens ergibt sich aus dem Ergebnis des ersten Rennens, wobei die ersten Acht in umgekehrter Reihenfolge starten.

## Starterfeld
| Team              | Auto # | Fahrer              | Rennwochenende |
| ----------------- | ------ | ------------------- | -------------- |
| Jenzer Motorsport | 02     | Rahel Frey          | 1–8            |
| Jenzer Motorsport | 03     | Juho Annala         | 1–8            |
| Iris Project      | 04     | Oliver Campos-Hull  | 1–8            |
| Iris Project      | 05     | Nicolas Maulini     | 1–3, 5–8       |
| JD Motorsport     | 06     | Claudio Cantelli    | 1–8            |
| JD Motorsport     | 07     | Chris van der Drift | 1–8            |
| JD Motorsport     | 08     | Kasper Andersen     | 1–8            |
| Pro Motorsport    | 09     | Marcello Puglisi    | 1–8            |
| Pro Motorsport    | 10     | Mattia Pavoni       | 1, 3–4, 6–8    |
| Pro Motorsport    | 11     | Ignazio Belluardo   | 1–5            |
| Pro Motorsport    | 15     | Salvatore Gatto     | 6–8            |
| Pro Motorsport    | 40     | Luigi Ferrara       | 2–3            |
| Alan Racing       | 12     | Pablo Sánchez López | 1–8            |
| Alan Racing       | 14     | Giuseppe Terranova  | 1–8            |
| Alan Racing       | 15     | Salvatore Gatto     | 1–5            |
| Alan Racing       | 43     | Daniil Mowe         | 2–3            |
| ISR Racing        | 16     | Maximilian Götz     | 1–3            |
| ISR Racing        | 33     | Nick de Bruijn      | 4–8            |
| ISR Racing        | 36     | Erik Janiš          | 4–5            |
| ISR Racing        | 44     | Filip Salaquarda    | 8              |
| Euronova Racing   | 18     | Alberto Costa       | 1–8            |
| Euronova Racing   | 19     | Pierre Ragues       | 1–8            |
| Euronova Racing   | 20     | Witali Petrow       | 1              |
| Euronova Racing   | 23     | Sami Isohella       | 7–8            |
| Euronova Racing   | 42     | Marco Bonanomi      | 4–6            |
| Euronova Racing   | 45     | Michael Meadows     | 7              |
| ADM Motorsport    | 21     | Frankie Provenzano  | 1–3, 5–8       |
| ADM Motorsport    | 22     | Michele Caliendo    | 1–8            |
| ADM Motorsport    | 33     | Nick de Bruijn      | 1–3            |
| ADM Motorsport    | 34     | Dominik Schraml     | 1–3            |
| ADM Motorsport    | 41     | Norbert Siedler     | 4–8            |
| Team Soderman     | 23     | Sami Isohella       | 1–3, 5         |
| Cram Competition  | 24     | Arturo Llobell      | 1–8            |
| Cram Competition  | 25     | Jérôme D’Ambrosio   | 1–8            |
| Cram Competition  | 26     | Rodolfo Ávila       | 1–8            |
| Team JVA          | 27     | Tor Graves          | 1–6            |
| Team JVA          | 28     | Jon Barnes          | 1              |
| Ombra Racing      | 29     | Johnny Cecotto jr.  | 1–8            |
| Ombra Racing      | 30     | Dominick Muermans   | 1–8            |
| Scuderia Famà     | 31     | Luca Persiani       | 1–8            |
| Scuderia Famà     | 32     | Massimo Torre       | 1–8            |
| Bicar Racing      | 35     | Marco Mapelli       | 8              |

## Rennen
Die Formel-Master-Saison 2007 umfasste acht Rennwochenenden in acht Ländern. Auf jeder Rennstrecke wurden zwei Rennen gefahren.
| Nr. | Datum         | Rennstrecke  | Sieger              | Zweiter             | Dritter             |
| --- | ------------- | ------------ | ------------------- | ------------------- | ------------------- |
| 1.  | 19. März      | Valencia     | Salvatore Gatto     | Arturo Llobell      | Johnny Cecotto jr.  |
| 2.  | 20. März      | Valencia     | Kasper Andersen     | Jérôme D’Ambrosio   | Oliver Campos-Hull  |
| 3.  | 2. Juni       | Pau          | Chris van der Drift | Maximilian Götz     | Jérôme D’Ambrosio   |
| 4.  | 3. Juni       | Pau          | Pablo Sánchez López | Juho Annala         | Jérôme D’Ambrosio   |
| 5.  | 16. Juni      | Brünn        | Jérôme D’Ambrosio   | Maximilian Götz     | Chris van der Drift |
| 6.  | 17. Juni      | Brünn        | Jérôme D’Ambrosio   | Giuseppe Terranova  | Chris van der Drift |
| 7.  | 7. Juli       | Porto        | Pablo Sánchez López | Marcello Puglisi    | Jérôme D’Ambrosio   |
| 8.  | 8. Juli       | Porto        | Norbert Siedler     | Salvatore Gatto     | Marcello Puglisi    |
| 9.  | 28. Juli      | Anderstorp   | Kasper Andersen     | Jérôme D’Ambrosio   | Pablo Sánchez López |
| 10. | 29. Juli      | Anderstorp   | Norbert Siedler     | Oliver Campos-Hull  | Johnny Cecotto jr.  |
| 11. | 25. August    | Oschersleben | Jérôme D’Ambrosio   | Chris van der Drift | Norbert Siedler     |
| 12. | 26. August    | Oschersleben | Chris van der Drift | Marcello Puglisi    | Pierre Ragues       |
| 13. | 22. September | Brands Hatch | Jérôme D’Ambrosio   | Salvatore Gatto     | Norbert Siedler     |
| 14. | 23. September | Brands Hatch | Arturo Llobell      | Johnny Cecotto jr.  | Chris van der Drift |
| 15. | 6. Oktober    | Monza        | Jérôme D’Ambrosio   | Pablo Sánchez López | Luca Persiani       |
| 16. | 7. Oktober    | Monza        | Marcello Puglisi    | Jérôme D’Ambrosio   | Chris van der Drift |

## Wertungen
In beiden Rennen erhalten die acht besten Fahrer Punkte nach dem Schema (10-8-6-5-4-3-2-1). Die Teams erhalten nur für ihre zwei besten Autos Punkte.

### Fahrerwertung
| Pos. | Fahrer              | Punkte |
| ---- | ------------------- | ------ |
| 1.   | Jérôme D’Ambrosio   | 100    |
| 2.   | Chris van der Drift | 65     |
| 3.   | Pablo Sánchez López | 50     |
| 4.   | Salvatore Gatto     | 50     |
| 5.   | Marcello Puglisi    | 47     |
| 6.   | Norbert Siedler     | 40     |
| 7.   | Kasper Andersen     | 33     |
| 8.   | Johnny Cecotto jr.  | 30     |
| 9.   | Arturo Llobell      | 24     |
| 10.  | Maximilian Götz     | 24     |
| 11.  | Juho Annala         | 20     |
| 12.  | Luca Persiani       | 20     |
| 13.  | Oliver Campos-Hull  | 19     |

| Pos. | Fahrer             | Punkte |
| ---- | ------------------ | ------ |
| 14.  | Pierre Ragues      | 16     |
| 15.  | Marco Bonanomi     | 11     |
| 16.  | Giuseppe Terranova | 10     |
| 17.  | Rahel Frey         | 9      |
| 18.  | Daniil Mowe        | 8      |
| 19.  | Rodolfo Ávila      | 8      |
| 20.  | Frankie Provenzano | 7      |
| 21.  | Nick de Bruijn     | 7      |
| 22.  | Massimo Torre      | 7      |
| 23.  | Alberto Costa      | 6      |
| 24.  | Ignazio Belluardo  | 4      |
| 25.  | Erik Janiš         | 2      |
| 26.  | Mattia Pavoni      | 2      |

| Pos. | Fahrer            | Punkte |
| ---- | ----------------- | ------ |
| 27.  | Sami Isohella     | 2      |
| 28.  | Dominick Muermans | 1      |
| 29.  | Claudio Cantelli  | 1      |
| 30.  | Tor Graves        | 1      |
| 31.  | Michele Caliendo  | 0      |
| 32.  | Dominik Schraml   | 0      |
| 33.  | Nicolas Maulini   | 0      |
| 34.  | Marco Mapelli     | 0      |
| 35.  | Witali Petrow     | 0      |
| 36.  | Filip Salaquarda  | 0      |
| 37.  | Luigi Ferrara     | 0      |
| 38.  | Jon Barnes        | 0      |
|      | Michael Meadows   | 0      |

### Teamwertung
| Pos. | Team             | Punkte |
| ---- | ---------------- | ------ |
| 1.   | Cram Competition | 132    |
| 2.   | Alan Racing      | 104    |
| 3.   | JD Motorsport    | 99     |
| 4.   | Pro Motorsport   | 67     |
| 5.   | ADM Motorsport   | 50     |
| 6.   | Euronova Racing  | 35     |
| 7.   | Ombra Racing     | 31     |

| Pos. | Team              | Punkte |
| ---- | ----------------- | ------ |
| 8.   | ISR Racing        | 30     |
| 9.   | Jenzer Motorsport | 29     |
| 10.  | Scuderia Famà     | 27     |
| 11.  | Iris Project      | 19     |
| 12.  | Team JVA          | 1      |
| 13.  | Team Soderman     | 0      |
| 14.  | Bicar Racing      | 0      |